# Gianni Versace
Pour les articles homonymes, voir Versace (homonymie).
Gianni Versace, né Giovanni Maria Versace le 2 décembre 1946 à Reggio de Calabre (Calabre) et mort le 15 juillet 1997 à Miami Beach (Floride), est un styliste italien et le fondateur de la marque Versace, réputée internationalement pour ses créations vestimentaires et cosmétiques. Ami de vedettes de son époque comme Naomi Campbell, Elton John ou Madonna, il est l'un des premiers stylistes à lier le monde de la mode à celui de la musique.
Son style flamboyant et original en fait l'opposé de son rival Giorgio Armani. Il meurt assassiné par le tueur en série Andrew Cunanan devant son domicile en Floride.

## Jeunesse et début de carrière
Giovanni Maria Versace naît à Reggio de Calabre en Italie le 2 décembre 1946 et acquiert sa vocation de créateur de mode et ses premières connaissances dans l'atelier de mode de sa mère à Reggio de Calabre dans le sud de l'Italie.
En 1972, âgé de 26 ans, après quelques stages à Paris et à Londres, il s'installe à Milan, la Capitale de la mode italienne, où il est embauché comme styliste chez un confectionneur, Florentine Flowers. Dessinateur indépendant, il travaille pour différentes maisons de prêt-à-porter milanaises et notamment sur les collections de la marque mode italienne Genny (en).

## PDG de Versace
En mars 1978, Gianni Versace crée l'entreprise familiale Versace avec son frère Santo Versace, président et sa sœur Donatella, directrice artistique. Cette maison de couture pour femmes et hommes porte son nom Gianni Versace et présente sa première collection féminine dans sa boutique permanente de Milan. Il fabrique ses vêtements dans son usine, Alias, située à Novare. Les réussites de ses collections lui permettent de prendre le contrôle de différentes marques et de se diversifier. Il crée successivement des lignes de produits de luxe de parfums avec Versace Profumi, de produits cosmétiques, d'accessoires de mode, de lunettes, de sacs, de bijoux, de montres, d'articles pour l'habitat d'intérieur linge, vaisselle ou encore d'ameublement. En 1992, il s'associe à l'entreprise allemande de porcelaine Rosenthal,.
Giani Versace dessine de nombreux costumes et décors pour le monde du spectacle, le théâtre et les ballets entre autres pour Maurice Béjart, William Forsythe et pour Elton John. Dès le milieu des années 1980, il propose une mode flamboyante en adéquation avec cette époque. Il atteint l'apogée de sa carrière dès le début de la décennie suivante.
Il est rapidement reconnu et reçoit de nombreuses distinctions tout au long de sa carrière. Ses collections sont originales, luxueuses, voire légèrement exhibitionnistes, baroques et largement colorées. Il est l'un des premiers à utiliser les épaulettes et à faire du cuir une matière de la mode.
En 1986, il est fait commandeur de l'ordre du Mérite de la République italienne par le président de la République italienne, Francesco Cossiga, et reçoit la Grande médaille de vermeil de la ville de Paris par le maire de Paris Jacques Chirac.
Le 8 juin 1988, le jury du Cutty Sark élit le styliste comme homme le plus créatif et innovateur du monde[réf. souhaitée].
Il installa ses bureaux et ateliers dans un ancien couvent de franciscaines du XVIIe siècle de Milan, réservant le premier étage à son appartement et à son importante collection d'art ancien, dont de nombreuses œuvres antiques en marbre et en bronze.

Dans une maison du bord du lac de Côme, il installa mobilier, tableaux et objets d'arts décoratif de style néo-classique italien.

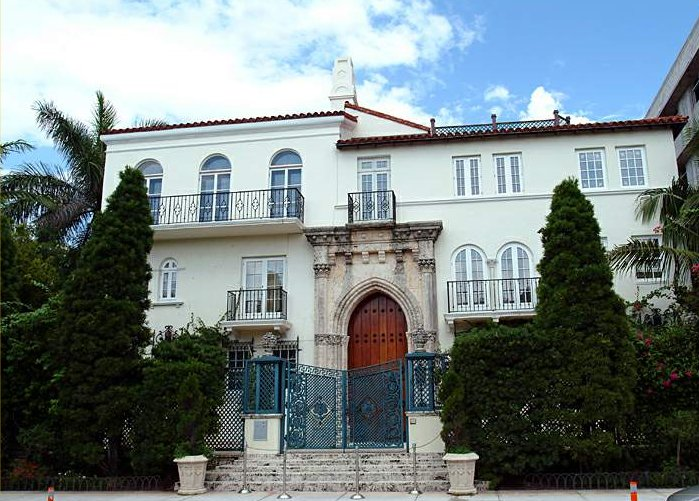
Villa de Gianni Versace, la Casa Casuarina, à Miami Beach en Floride.

En 1992, Versace achète la Casa Casuarina pour 2,95 millions de dollars et promet de rénover l'historique bâtiment de Miami Beach en Floride, aux États-Unis, dans son état original. Un an plus tard, il achète également le Revere Hotel, voisin de la villa, dans le but de le détruire bien qu'il soit sur la liste des bâtiments historiques, afin de construire une piscine et un garage.
En 1994, Elizabeth Hurley porte That Dress, c'est la consécration après ses défilés avec les Supermodels.
Le 3 décembre 1995, Elton John lui remet le prix « VH1 Fashion and Music Award » à New York pour sa contribution spéciale du monde de la mode à la musique.
En 1996, le styliste est touché par un cancer de l'oreille qu'il soigne par une chimiothérapie.

## Assassinat

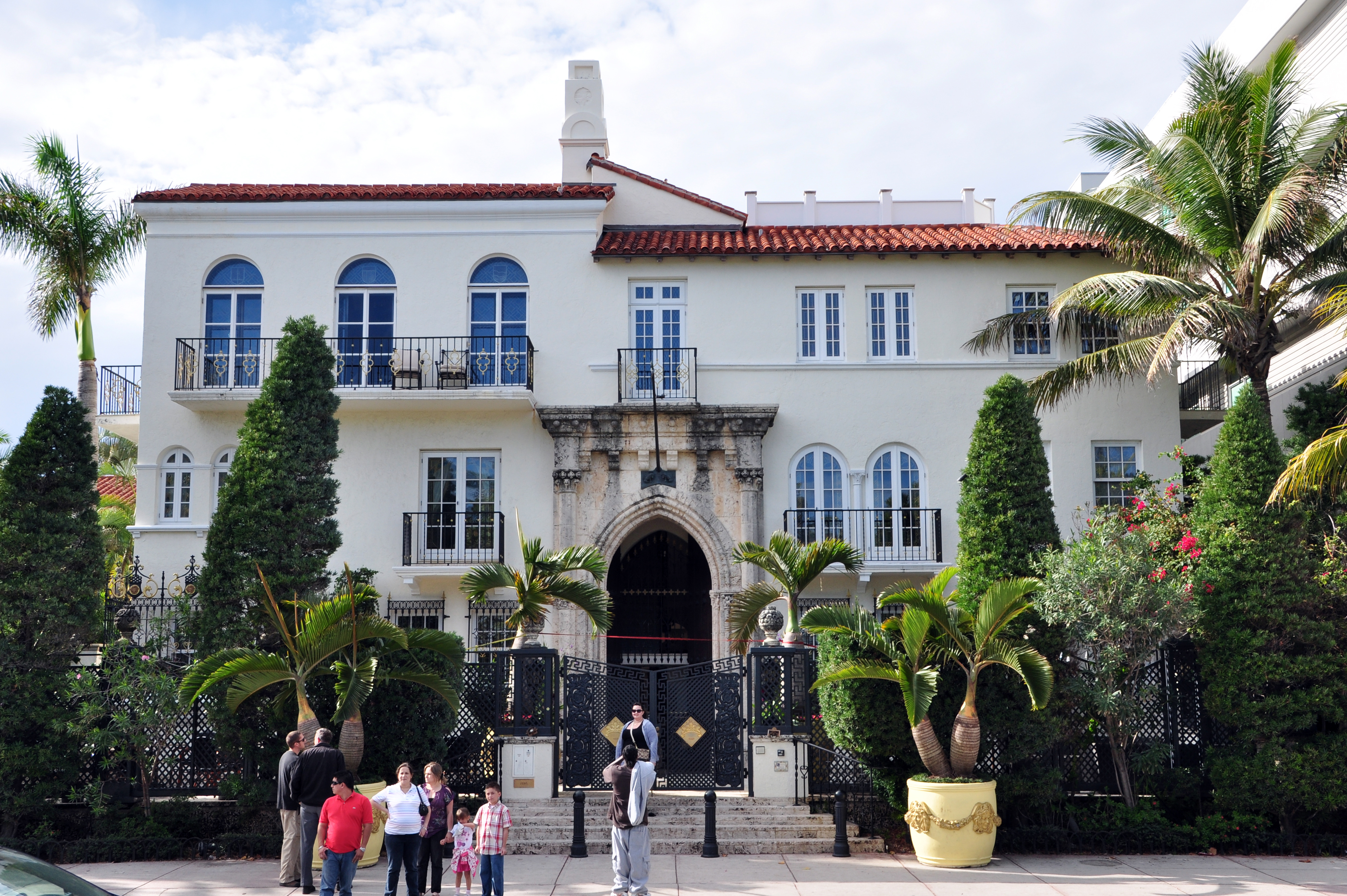
Casa Casuarina, lieu d'habitation du styliste de mode italien Gianni Versace qui en sera le propriétaire jusqu'à son assassinat en 1997, survenu à l'entrée de cette demeure.

Le 15 juillet 1997, Gianni Versace sort à pied de son domicile pour prendre son petit déjeuner à la terrasse du café de la rue. Il achète un journal italien et le dernier numéro de Vogue, passe devant une boutique de prêt-à-porter qui vend ses créations puis rentre chez lui. Il est assassiné un peu après, devant la porte de sa maison à Miami : alors qu'il met la clé dans la serrure du portail de la Casa Casuarina, un homme lui tire deux balles dans la tête à bout portant, une dans la joue gauche, l'autre se logeant derrière l'oreille droite,. Au sommet de la gloire et du succès artistique, Gianni Versace est assassiné à l'âge de 50 ans. 
Dans les jours suivant le drame, les empreintes digitales révèlent l'identité de son meurtrier, le tueur en série américain Andrew Cunanan. Encerclé par la police, celui-ci se suicide quelques jours plus tard.
Les circonstances de cet assassinat suscitent malgré tout des controverses, d'autant plus qu’Andrew Cunanan ne connaissait pas Gianni Versace personnellement. Certaines théories affirment que Gianni Versace aurait été tué sur ordre de la 'Ndrangheta auprès de laquelle il aurait contracté des dettes, ce que sa famille a formellement démenti,.

## Postérité
Après sa mort en 1997, sa sœur Donatella Versace, qui le seconda durant des années, a repris le flambeau en tant que créatrice-styliste de la maison de couture familiale Gianni Versace et son frère Santo Versace en est toujours le PDG.

## Vie privée
Gianni Versace était ouvertement homosexuel. De 1982 à sa mort, il est en couple avec le mannequin et styliste italien Antonio D'Amico (en),.
Il était également un ami de Diana Spencer.

## Dans la culture populaire
- American Crime Story: The Assassination of Gianni Versace, 2ème saison en 9 épisodes de la série American Crime Story qui se concentre sur l'assassinat de Gianni Versace en 1997.